# Félix de Alcalá
San Félix de Alcalá (Alcalá de Henares, hacia 830 - Córdoba, 14 de junio de 853) fue un monje benedictino mozárabe, santo para la Iglesia Católica, también conocido como San Félix Complutense. Pertenece al grupo de los Mártires de Córdoba.

## Biografía

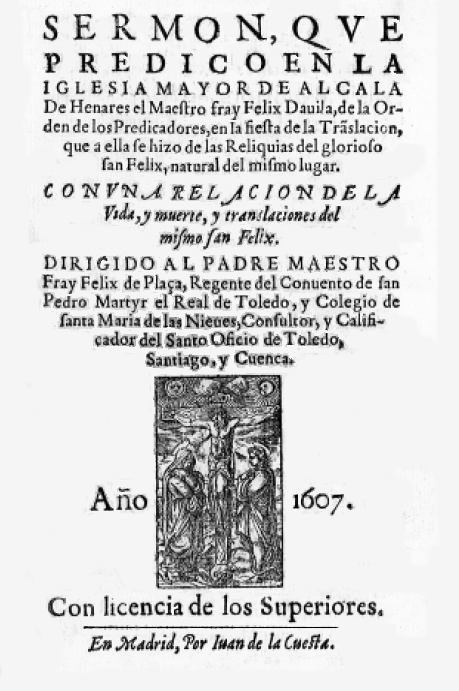
Fray Félix Dávila (1607) Sermón sobre la vida, muerte y translación de San Félix de Alcalá.

Nació en Alcalá de Henares hacia el año 830, siendo sus padres musulmanes de origen africano (de Getulia). En Asturias se cristianizó y tomó el hábito de monje en la Orden de San Benito, encargándose de la rehabilitación y reedificación de muchos conventos en Asturias, Galicia y Aragón.
Posteriormente se trasladó al monasterio benedictino de los Santos Niños Justo y Pastor, ubicado a las afueras de Córdoba. Allí San Félix fue degollado el 14 de junio del año 853, junto con sus compañeros San Anastasio y Santa Digna, bajo la persecución de Muhammad I (hijo y sucesor de Abderramán II). Su cuerpo se expuso clavado en un arado antes de ser quemado el cadáver. Los huesos que no fueron destruidos por el fuego se arrojaron al río Guadalquivir, de donde fueron recogidos por los monjes del monasterio.
San Félix de Alcalá pertenece al movimiento denominado Mártires de Córdoba, en relación con el grupo de cristianos mozárabes condenados a muerte por su fe, entre el 850 y 859, bajo los reinados de Abderramán II y Mohammad I en el Emirato de Córdoba.
En 1075 Fernán Gómez (Conde de Carrión) traslada sus restos, en pago de sus servicios al rey de Córdoba, a Carrión de los Condes (provincia de Palencia) conservándolos en el Monasterio de San Zoilo.
El 29 de diciembre de 1606 el cardenal Bernardo de Sandoval y Rojas, mediante la intercesión de Felipe III, consiguió que parte de los restos del mártir fueran trasladados a Alcalá de Henares, quedando depositados inicialmente en el Monasterio franciscano del Santo Ángel. El 9 de enero de 1607 se recibieron las reliquias en la ciudad con una solemne fiesta, que duró cinco días, para depositarlas en la cripta de su Catedral-Magistral, donde se siguen venerando.